# Herbert Müller (Handballtrainer)
Herbert Müller (* 3. September 1962 in Timișoara, Volksrepublik Rumänien) ist ein ehemaliger deutscher Handballspieler, der aktuell als Handballtrainer tätig ist.

## Karriere
Herbert Müller wuchs im rumänischen Dorf Variaș auf. Er spielte zwischen 1976 und 1980 beim rumänischen Verein Politehnica Timișoara. 1980 wanderte er nach Deutschland aus. In Deutschland lief er für die TSG Augsburg 85 auf.
Müller trainierte ab dem Jahr 1988 die Frauenmannschaft der DJK Augsburg-Hochzoll. Anschließend trainierte er zwischen 1999 und 2008 den 1. FC Nürnberg. In diesem Zeitraum gewann Nürnberg 2005, 2007 und 2008 die deutsche Meisterschaft, 2004 und 2005 den DHB-Pokal sowie 2004 den EHF Challenge Cup. Zwischen 2004 und 2024 trainierte er zusätzlich die österreichische Nationalmannschaft. 2008 übernahm Müller das Traineramt des rumänischen Vereins CS Urban Brașov. Zwei Jahre später wechselte er zum deutschen Bundesligisten Thüringer HC. Unter seiner Leitung gewann der THC 7-mal die deutsche Meisterschaft, 3-mal den DHB-Pokal, 3-mal den DHB-Supercup und 1-mal die EHF European League.

## Erfolge als Trainer
- Deutscher Meister: 2005, 2007, 2008, 2011, 2012, 2013, 2014, 2015, 2016, 2018
- DHB-Pokal: 2004, 2005, 2011, 2013, 2019
- DHB-Supercup: 2015, 2016, 2018
- EHF Challenge Cup: 2004
- EHF European League: 2025

## Familiäres
Müller hat aus erster Ehe zwei Kinder. Aktuell (Stand 2016) ist er mit der ehemaligen Handballerin Petra Popluhárová liiert, die er sowohl beim 1. FC Nürnberg als auch beim Thüringer HC trainierte. Mit ihr hat er ebenfalls zwei Kinder.